# Indywidualne Mistrzostwa Danii na Żużlu 1970
Indywidualne Mistrzostwa Danii na Żużlu 1970 – cykl turniejów żużlowych, mających na celu wyłonienie najlepszych żużlowców w Danii w sezonie 1970. Tytuł zdobył Ole Olsen.

## Finał
| Msc. | Zawodnik       | Klub   | Pkt |   |  |
| ---- | -------------- | ------ | --- | - |  |
| 1    | Ole Olsen      | Vojens | -   | - |  |
| 2    | Bent Norregard | -      | -   | - |  |
| 3    | Kurt Bøgh      | -      | -   | - |  |